# Campeonato de clubes de fútbol sala de la AFC
El  Campeonato de Clubes de Fútbol sala de la AFC es la competición futbolística anual para clubes de fútbol sala organizada por la Confederación Asiática de Fútbol.

## Historia y Formato
Una edición de prueba llamada Copa de Fútbol Sala de Clubes de Asia se llevó a cabo en el 2006 con 6 participantes; el club Iraní Shensa Saveh FSC se consagró campeón. La primera edición reconocida por la AFC se celebró en el 2010 con 10 equipos que fueron divididos en 2 grupos de 5 equipos; desde 2011 el torneo se juega con 8 equipos. Si más campeones de liga desean entrar en el torneo, todos excepto los 3 primeros de la edición anterior y el anfitrión jugarán una etapa de clasificación.

## Ediciones
| Año            | Sede        |                     | Final                                                                                          | Final                                                                                          | Final                                                                                          |                                                                                                | Tercer puesto                                                                                  | Tercer puesto                                                                                  | Tercer puesto                                                                                  |  | Número de Equipos |
| Año            | Sede        | Campeón             | Resultado                                                                                      | Subcampeón                                                                                     | Tercer puesto                                                                                  | Resultado                                                                                      | Cuarto puesto                                                                                  |                                                                                                |                                                                                                |  | Número de Equipos |
| -------------- | ----------- | ------------------- | ---------------------------------------------------------------------------------------------- | ---------------------------------------------------------------------------------------------- | ---------------------------------------------------------------------------------------------- | ---------------------------------------------------------------------------------------------- | ---------------------------------------------------------------------------------------------- | ---------------------------------------------------------------------------------------------- | ---------------------------------------------------------------------------------------------- |  | ----------------- |
| 2010 Detalles  | Isfahán     | Foolad Mahan        | 5-2                                                                                            | Al-Sadd                                                                                        | Nagoya Oceans                                                                                  | 6-6 (t.s) (6-5) (p)                                                                            | Thai Port                                                                                      | 10                                                                                             |                                                                                                |  |                   |
| 2011 Detalles  | Doha        | Nagoya Oceans       | 3-2 (t.s)                                                                                      | Shahid Mansouri                                                                                | Al-Sadaka                                                                                      | 4-4 (t.s) (4-3) (p)                                                                            | Al-Rayyan                                                                                      | 8                                                                                              |                                                                                                |  |                   |
| 2012 Detalles  | Kuwait      | Giti Pasand Isfahan | 2-1                                                                                            | Ardus Tashkent                                                                                 | Nagoya Oceans                                                                                  | 4-1                                                                                            | Al-Rayyan                                                                                      | 8                                                                                              |                                                                                                |  |                   |
| 2013 Detalles  | Nagoya      | Chonburi Blue Wave  | 1-1 (t.s) (4-1) (p)                                                                            | Giti Pasand Isfahan                                                                            | Nagoya Oceans                                                                                  | 6-4                                                                                            | Shenzhen Nanling                                                                               | 8                                                                                              |                                                                                                |  |                   |
| 2014 Detalles  | Chengdu     | Nagoya Oceans       | 5-4 (t.s)                                                                                      | Chonburi Blue Wave                                                                             | Dabiri Tabriz                                                                                  | 5-5 (t.s) (7-6) (p)                                                                            | Shenzhen Nanling                                                                               | 8                                                                                              |                                                                                                |  |                   |
| 2015 Detalles  | Isfahán     | Tasisat Daryaei     | 5-4                                                                                            | Al-Qadsia                                                                                      | Thái Sơn Nam                                                                                   | 7-3                                                                                            | Naft Al-Wasat                                                                                  | 12                                                                                             |                                                                                                |  |                   |
| 2016 Detalles  | Bangkok     |                     | Nagoya Oceans                                                                                  | 4-4 (6-5) (p)                                                                                  | Naft Al-Wasat                                                                                  |                                                                                                | Chonburi Blue Wave                                                                             | 6-1                                                                                            | Dibba Al-Hisn                                                                                  |  | 12                |
| 2017 Detalles  | Ho Chi Minh |                     | Chonburi Blue Wave                                                                             | 3-2                                                                                            | Giti Pasand Isfahan                                                                            |                                                                                                | Thái Sơn Nam                                                                                   | 6-1                                                                                            | Al Rayyan                                                                                      |  | 14                |
| 2018 Detalles  | Yogyakarta  |                     | Thai So'n Nam                                                                                  | 2-4                                                                                            | Mes Sungun                                                                                     |                                                                                                | Bank of Beirut                                                                                 | 5-3                                                                                            | Naft Al-Wasat                                                                                  |  | 16                |
| 2019 Detalles  | Bangkok     |                     | Mes Sungun                                                                                     | 0-2                                                                                            | Nagoya Oceans                                                                                  |                                                                                                | AGMK                                                                                           | 4-6                                                                                            | Thái So'n Nam                                                                                  |  | 16                |
| 2020 2021 2022 |             |                     | Originalmente programado para celebrarse en los Emiratos Árabes Unidos. CANCELADO POR COVID-19 | Originalmente programado para celebrarse en los Emiratos Árabes Unidos. CANCELADO POR COVID-19 | Originalmente programado para celebrarse en los Emiratos Árabes Unidos. CANCELADO POR COVID-19 | Originalmente programado para celebrarse en los Emiratos Árabes Unidos. CANCELADO POR COVID-19 | Originalmente programado para celebrarse en los Emiratos Árabes Unidos. CANCELADO POR COVID-19 | Originalmente programado para celebrarse en los Emiratos Árabes Unidos. CANCELADO POR COVID-19 | Originalmente programado para celebrarse en los Emiratos Árabes Unidos. CANCELADO POR COVID-19 |  |                   |

## Títulos por equipo
| Equipo             | País       | Títulos | Subcampeonatos | Años campeón           |
| ------------------ | ---------- | ------- | -------------- | ---------------------- |
| Nagoya Oceans      | Japón      | 4       | 0              | 2011, 2014, 2016, 2019 |
| Chonburi Blue Wave | Tailandia  | 2       | 1              | 2013, 2017             |
| Giti Isfahan       | Irán       | 1       | 2              | 2012                   |
| Tasisat Daryaei    | Irán       | 1       | 0              | 2015                   |
| Foolad Mahan       | Irán       | 1       | 0              | 2010                   |
| Mes Sungun         | Irán       | 1       | 0              | 2018                   |
| Al Sadd            | Catar      | 0       | 1              |                        |
| Shahid Mansouri    | Irán       | 0       | 1              |                        |
| Ardus Tashkent     | Uzbekistán | 0       | 1              |                        |
| Naft Al-Wasat      | Irak       | 0       | 1              |                        |

## Títulos por país
| País       | Títulos | Subcampeonatos | Clubes Campeones                                                    |
| ---------- | ------- | -------------- | ------------------------------------------------------------------- |
| Irán       | 4       | 3              | Foolad Mahan(1), Giti Isfahan(1), Tasisat Daryaei(1) Mes Sungun(1). |
| Japón      | 4       | 0              | Nagoya Oceans(4)                                                    |
| Tailandia  | 2       | 1              | Chonburi Blue Wave (2)                                              |
| Catar      | 1       | 0              |                                                                     |
| Uzbekistán | 0       | 1              |                                                                     |
| Irak       | 0       | 1              |                                                                     |

## Goleadores
| Año  | Jugador                | Club                | Goles |
| ---- | ---------------------- | ------------------- | ----- |
| 2010 | Vahid Shamsaei         | Foolad Mahan        | 17    |
| 2011 | Ali Asghar Hassanzadeh | Al Rayyan           | 10    |
| 2012 | Ahmad Esmaeilpour      | Giti Pasand Isfahan | 9     |
| 2013 | Kaoru Morioka          | Nagoya Oceans       | 8     |
| 2014 | Kaoru Morioka          | Nagoya Oceans       | 5     |
| 2015 | Vahid Shamsaei         | Tasisat Daryaei     | 10    |
| 2016 | Jirawat Sornwichian    | Chonburi Blue Wave  | 7     |
| 2017 | Jirawat Sornwichian    | Chonburi Blue Wave  | 9     |
| 2018 | Mahdi Javid            | Bank of Beirut      | 12    |
| 2019 | Kazuya Shimizu         | Thái So'n Nam       | 10    |